# Greenwood Publishing Group
ABC-CLIO/Greenwood è una casa editrice di libri di testo scolastici e accademici (dalla scuola media all'università) che fa oggi parte di ABC-CLIO. Istituita nel 1967 come Greenwood Press, Inc. e con sede a Westport, Connecticut, Greenwood Publishing Group, Inc. (GPG) pubblica   opere di riferimento sotto il suo marchio Greenwood Press, e libri accademici, professionali e di interesse generale sotto il marchio Praeger Publishers (/ˈpreɪɡər/). Parte di GPG è anche Libraries Unlimited, che pubblica libri professionali per bibliotecari e insegnanti.